# Streng (Gewässer)
Als Streng (Schreibvariante Sträng) werden besonders im Havelland schmale, manchmal künstlich angelegte bzw. durch Erweiterung und Ausbau schiffbar gemachte kleinere Wasserstraßen zwischen natürlichen Seen bezeichnet.

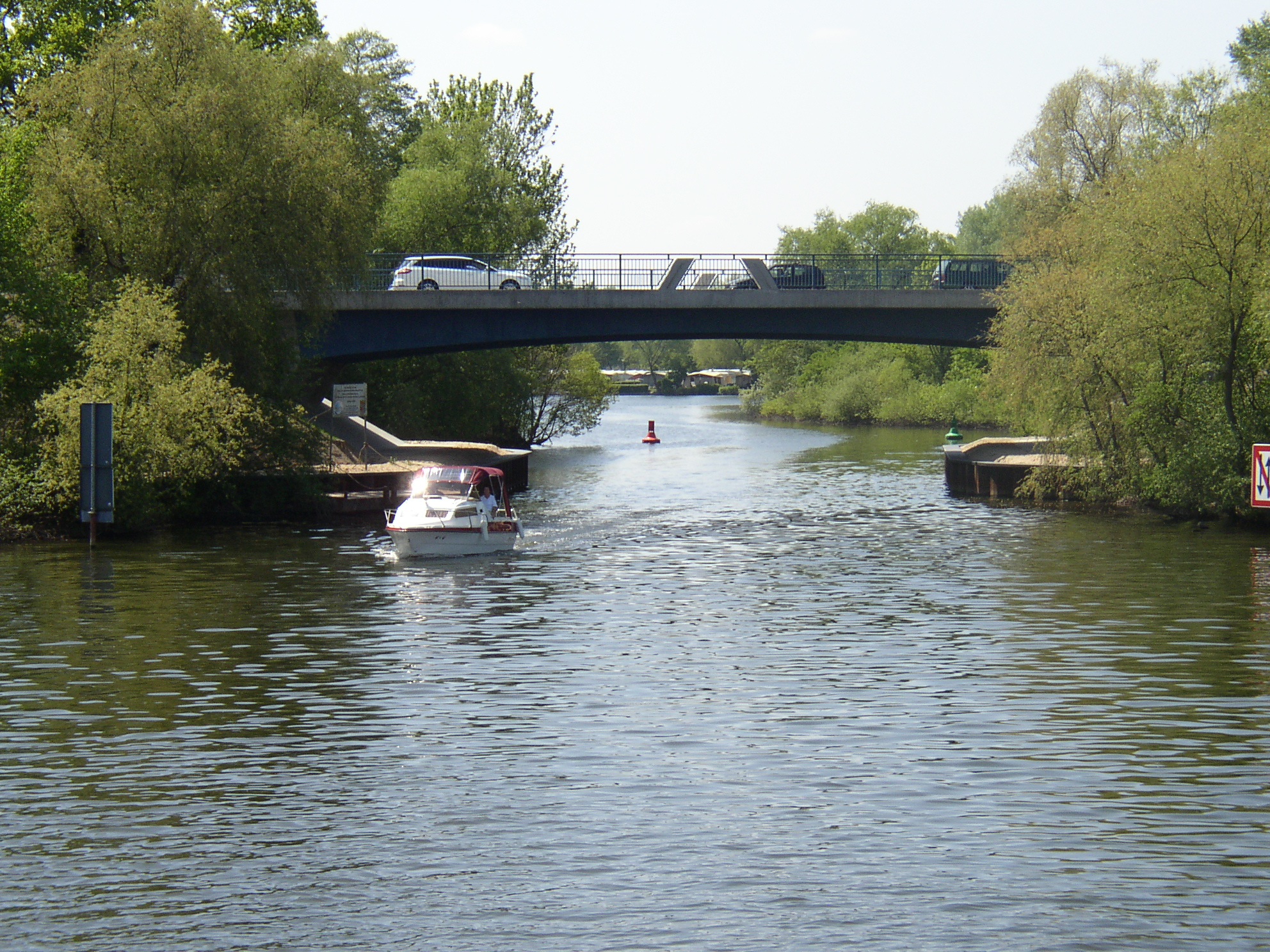
Strengbrücke über den Strenggraben in Werder/Havel

## Geschichte
Die große Anzahl von Seen im Havelland ist ein Ergebnis der letzten Eiszeit. Häufig waren sie jedoch nicht miteinander verbunden und dadurch nur eingeschränkt für die Schifffahrt nutzbar. Bereits im frühen Mittelalter wurden viele der Seen durch Gräben, Streng genannt, miteinander verbunden und zum Flößen genutzt. Später entwickelten sich durch Ausbau kleine Wasserstraßen wie die Beetzsee-Riewendsee-Wasserstraße für den wirtschaftlichen Transport von Holz, Torf, Ziegelsteinen und anderen Baumaterialien. 

## Etymologie
Das mittelniederdeutsche Wort Streng bedeutet in seiner frühen Form als stranc
- schmales langgestrecktes Stück Land, Ackerstreifen
- Arm eines Gewässers, Meeresarm, Flussarm, Nebenfluss, aber auch Abfluss eines Brunnens

und seit dem Beginn des 17. Jahrhunderts als Strang auf Niederdeutsch
- Flussarm bzw. Flussbett, aber auch
- ein (schmaler) Streifen Wald. Die Bezeichnung wird häufig als Eigenname genutzt.

Eine weitere verwandte Ableitung als Streek steht für Landstrich, Gegend, Strecke, Streifen, Strich, Linie oder Reihe.